# تريفور فيتزباتريك
تريفور فيتزباتريك (بالإنجليزية: Trevor Fitzpatrick)‏ (19 فبراير 1980 في المملكة المتحدة - ) هو لاعب كرة قدم بريطاني في مركز الهجوم. لعب مع نادي بوهيميان ونادي ساوثيند يونايتد ونادي شيلبورن.

## وصلات خارجية
- تريفور فيتزباتريك على موقع قاعدة بيانات كرة القدم.إي يو (الإنجليزية)
- تريفور فيتزباتريك على موقع Soccerbase.com (لاعب) (الإنجليزية)